# (74181) 1998 RB28
(74181) 1998 RB28 – planetoida z pasa głównego asteroid okrążająca Słońce w ciągu 4,21 lat w średniej odległości 2,6 j.a. Odkryta 14 września 1998 roku.